# Blown Away Tour
Tournées par Carrie Underwood
Play On Tour
(2010)
Le Blown Away Tour est la 3e tournée de la chanteuse de musique country, Carrie Underwood. La tournée fait la publicité du quatrième album studio de la chanteuse ; Blown Away.

## Premières parties
- Damien Leith (Australie)
- Hunter Hayes (Amérique du Nord)
- Kira Isabella (Canada)

## Liste des chansons
- | Setlist (concerts Europe/Australie) "Good Girl" "Flat on the Floor" "Wasted" "Two Black Cadillacs" "So Small" "Temporary Home" "Last Name" "Just a Dream" "I Told You So" "Leave Love Alone" "Cowboy Casanova" "Nobody Ever Told You" "Quitter" "Do You Think About Me" "One Way Ticket" "Undo It" "Fix You" (Coldplay cover) "Jesus, Take the Wheel" / "How Great Thou Art" "Cupid's Got a Shotgun" "Before He Cheats" Encore: "I Know You Won't" "Blown Away" |

- | Setlist (concerts Amérique du Nord) "Good Girl" "Undo It" "Wasted" "I Told You So" "Two Black Cadillacs" "Last Name" "All-American Girl" "Temporary Home" "Jesus, Take the Wheel" "Cowboy Casanova" "Get Out of This Town" "Nobody Ever Told You" "Thank God For Hometowns" "Crazy Dreams" "Do You Think About Me" "One Way Ticket" "Leave Love Alone" (with Hunter Hayes) "Sweet Emotion" (Aerosmith cover) "Remind Me" "Cupid's Got a Shotgun" "Before He Cheats" Encore: "I Know You Won't" "Blown Away" |